# 英格兰的亨利埃塔公主
亨利埃塔·安妮·斯图亚特（英語：Henrietta Anne Stuart，1644年6月16日—1670年6月30日），又称英格兰的亨利埃塔公主（英語：Princess Henrietta of England），是英国国王查理一世的女儿，法国国王路易十四的弟媳，奧爾良公爵菲利普一世的夫人。

## 生平
出生时是英格兰公主，其父亲为英格兰和苏格兰国王查理一世，母亲是法兰西的亨利埃塔·玛丽亚。她在3岁的时候，因英格蘭內戰，和家庭女教师一起逃离英格兰，搬去了她表兄路易十四的宫廷中。嫁给法王路易十四的弟弟奧爾良公爵菲利普一世后，她被尊称为“法国的女儿”（Fille de France）。她的婚姻一直伴随着争吵和不平。她在协定多佛密约中居功甚伟。
1670年6月，她因病去世。在亨利·本篤·斯圖亞特去世后，詹姆斯党对英国王位的诉求在她的女儿，安妮-瑪麗，萨伏伊公爵夫人的后代里一直延续下去。